# Pedrinópolis
Pedrinópolis es un municipio brasileño del estado de Minas Gerais. Su población estimada en 2004 era de 2.833 habitantes.
Fue clasificada por el Programa de las Naciones Unidas para el Desarrollo (PNUD) la ciudad de mayor índice de desarrollo humano de las ciudades vecinas. Según el PNUD, Pedrinópolis aumentó substancialmente su índice de desarrollo humano en esta última década, superando el desarrollo regional, que hasta entonces se presentaba inferior a la media de la región.